# Menachem
Menachem (hebreiska: מְנַחֵם בֵּן-גדי, Menachem Ben-Gadi), kung i Israel mellan åren 749–738 f.Kr. Han var son till Gadi (heb. גדי), och grundare av en dynasti känd som Menachems hus eller Gadis hus.
Under hans tioåriga regering anfölls landet av Assyrien, men genom att införa en förmögenhetsskatt i landet förmådde Menachem den assyriske kungen Tiglat-Pileser III (Pul) att lämna landet. Menachem efterträddes som kung i Israel av sin son, Pekachja.